# Adrian David Grob
Adrian David Grob (* 23. Januar 1771 in Herisau; † 11. August 1836 in St. Gallen; heimatberechtigt in Herisau und Flawil) war ein Schweizer Schriftsteller, Dramatiker, Offizier und Konditor.

## Leben
Adrian David Grob war ein Sohn des Arztes Anton Grob, Urenkel von Johannes Grob. Im Jahre 1795 heiratete er Anna Marianna Kronauer, Tochter von Johann Georg Kronauer, von Winterthur.
Zunächst war er Zuckerbäcker in Zürich, Strassburg und Offenbach. 1792 trat er in ein französisches Regiment ein. 1798 war er Zeughausverwalter und Artilleriechef in Herisau. Er verteidigte 1799 die Bodenseeküste, musste aber vor den französischen Truppen nach Turin fliehen. Er kam 1802 nach St. Gallen, wo er 1813 das Stadtbürgerrecht erhielt. Von 1807 bis 1832 war er Zeughausverwalter, 1833 Bezirkskommandant von St. Gallen und 1834 Militärinspektor.

## Werk
Adrian David Grob war ein beliebtes Mitglied kultureller Vereinigungen und Verfasser von patriotischen Dramen (Abt Cuno von Staufen und die Appenzeller, 1816) und von Gedichten (Lieder zu Ehren und Freude für Schweizer Wehrmänner, 1824) sowie des scherzhaften, halb autobiografischen Werks Sigmunds Vorlesungen im Kreise gemütlicher Freunde und Familien (3 Bände, 1832) sowie von:
- Dramatische Bilder aus der Schweiz. Zwei historische Schauspiele. Zollikofer und Züblin, St. Gallen 1816 (Volltext in der Google-Buchsuche).
- Witigarda oder die Fürstenbrüder. Trauerspiel.
- Die Urne im Eichthale, Vaterländische Szene in zwei Aufzügen (= Deutsche Schaubühne; oder dramatische Bibliothek der neuesten Lust-, Schau-, Sing- und Trauerspiele. Band 19). Stage, Augsburg/Leipzig ca. 1814 (Volltext).
- Neue Dramatische Bilder. Huber und Compagnie, St. Gallen 1820 (Volltext).
- Neueste Dramatische Bilder. Band 2. Huber und Compagnie, St. Gallen 1825–1827 (Volltext).